# Maggi Rubenstein
Marguerite Rubenstein, dite Maggi Rubenstein, née en 1930 à San Francisco et morte le 19 août 2024 à Red Bluff, est une sexologue et militante bisexuelle étasunienne. Considérée comme l'une des pionnières du mouvement bisexuel, elle est la cofondatrice du San Francisco Bisexual Center et de plusieurs autres associations luttant contre l'occultation de la bisexualité et pour l'émergence d'une communauté bisexuelle.

## Biographie
Maggie Rubstein naît en 1930 à San Francisco, où elle grandit,. Elle est victime de maltraitance durant son enfance.
Maggi Rubenstein exerce tout d'abord comme infirmière,. Après la fin de son premier mariage, elle fait la connaissance de sa première amante, et expérimente de la biphobie dans les milieux lesbiens. Elle se remarie ensuite avec un autre homme, avec qui elle a deux enfants et dont elle divorce au début de sa trentaine. À cette période, elle commence à affirmer davantage sa bisexualité. Elle fait son coming-out bisexuel en 1969 à ses collègues du Center for Special Problems, un programme public de San Francisco pour la santé mentale des minorités sexuelles et des personnes transgenres.
En 1971, elle commence à travailler comme sexologue et commence à dénoncer l'occultation de la bisexualité dans les études en sexologie,. En 1972, elle quitte le Center for Special Problems. Diplômée de l'université de San Francisco, Maggi Rubenstein exerce comme thérapeute dans le privé pendant quarante ans. Elle obtient à la fin des années 1970 un doctorat en Sex therapy (en) à l'Institute for Advanced Study of Human Sexuality (en), dont elle devient doyenne,. En tant que thérapeute, elle considère que l'acceptation de soi est un point clef pour améliorer la santé mentale des personnes LGBT+. Elle a également influencé le développement d'une éducation sexuelle sexpositive.
Le 24 août 1976, Maggi Rubenstein fait son coming-out bisexuel public sur une chaîne de télévision locale, ainsi que dans le San Francisco Chronicle et dans un magazine féministe d'envergure nationale.
En 2017, Maggie Rubstein déménage en Californie du Nord. Elle décède le 19 août 2024, chez elle, à Red Bluff.

### Militantisme bisexuel
Maggie Rubstein est l'une des fondatrices du militantisme bisexuel. Dans dans les années 1970, elle œuvre pour l'intégration de la bisexualité comme une orientation sexuelle à part entière dans les colloques d'études gaies et lesbiennes, où elle est la première intervenante bisexuelle,,. Elle travaille avec la Glide Memorial Church (en) et siège dès 1973 au conseil d'administration du Council on Religion and the Homosexual (en),.  Elle collabore avec la militante lesbienne Phyllis Lyon pour développer des normes de formation pour les sexologues. Elle participe à la mise en place du programme de sexologie du centre médical de l'université de Californie.
En 1972, Maggi Rubenstein cofonde, avec Margo Rila et Tony Ayers, l'organisme San Francisco Sex Information (en), une hotline inclusive dédiée à la sexualité,,. En 1978, elle participe aux mobilisations contre l'initiative Briggs, une proposition de loi californienne rejetée visant à interdire aux membres de la communauté homosexuelle d'enseigner et d'exercer une série d'autres emplois.

#### San Francisco Bisexual Center
Au début des années 1970, Maggi Rubenstein et plusieurs autres militants souhaitent créer une organisation bisexuelle pour pallier l'occultation de la bisexualité. En 1974, avec David Lourea (en) et Margo Rila, Rubenstein essaye sans succès d'obtenir des fonds pour ouvrir le Bisexual Center auprès du propriétaire d'un journal local, The Berkeley Barb. En 1975, Jeanne Paslé-Green lui présente Harriet Leve, qui fournit un soutien financier et aide à la mise en place du projet.
En 1976, Maggi Rubenstein et Harriet Leve fondent le San Francisco Bisexual Center,. Il s'agit du premier centre communautaire bisexuel. Il est tout d'abord installé au domicile d'un des collègues de Rubenstein, David Lourea, dans le quartier de Haight-Ashbury. D'autres psychologues et sexothérapeutes s'impliquent dans la structure, notamment Margo Rila, Alan Rockway, Evelyn Hoch, Hogie Wycoff, Jeanne Paslé-Green et Vicki Galland. La première réunion générale du San Francisco Bisexual Center a lieu le le 7 novembre 1976 et réunit plus de 80 personnes.
Le San Francisco Bisexual Center offre des conseils ainsi que du soutien aux personnes bisexuelles de la baie de San Francisco. De 1976 à 1984, il publie un bulletin d'information : The Bi Monthly, dans lequel Rubenstein décrit le projet comme « un centre communautaire pour les personnes bisexuelles afin que d'autres n'aient pas à lutter seuls » (a community center for bisexual people so that others would not have to struggle alone). Il forme et sensibilise les professionnels de santé et le grand public sur la bisexualité. Il accueille également les personnes transgenres, à l'époque souvent rejetées par les associations gaies et lesbiennes, et évoque dans ses conférences les pratiques BDSM sans jugement.
Le San Francisco Bisexual Center a contribué à l'émergence d'une communauté et d'un militantisme bisexuel, ainsi qu'à leur visibilisation au sein du mouvement LGBT. Il ferme en 1985.

#### Années 1980-1990
En 1983, Maggi Rubenstein participe à la création de BiPOL, le premier groupe d'action politique bisexuel, avec Autumn Courtney, Lani Ka'ahumanu, Arlene Krantz, David Lourea, Bill Mack et Alan Rockway et, en 1987, à celle du Bay Area Bisexual Network (renommé Bay Area Bi+ & Pan Network (en)),,.
Maggi Rubenstein anime également, avec des collègues sexologues, des ateliers de sensibilisation à la pandémie de VIH, y compris à destination des bisexuels et des femmes, sans distinction d'orientation sexuelle,. Avec Margo Rila, elle met en place la première intervention concernant les femmes et le VIH (« Women and AIDS »). En 1984, elle participe à la création de l'organisme Mobilization Against AIDS et rejoint le Committee to Preserve Our Sexual and Civil Liberties.
Dans les décennies suivantes, Maggi Rubenstein soutient les différentes évolutions du mouvement bisexuel, notamment l'intégration des personnes pansexuelles, ainsi que des personnes transgenres.
Maggie Rubstein s'engage également en faveur des droits de femmes et des travailleurs du sexe. Pour Shiri Eisner, elle a participé à faire du mouvement bisexuel un mouvement féministe,.

## Prix et distinctions
En 1992, Maggi Rubenstein est choisie pour être la co-Grand Marshall de la marche des fiertés de San Francisco,,.
En 2010, le Harvey Milk LGBTQ Democratic Club (en), dont elle est membre, lui décerne le prix Harry Britt Lifetime Achievement Award,.
En 2020, Maggie Rubstein reçoit un History Makers Award de la GLBT Historical Society (en), qui récompense des personnes pour leur contribution à l'histoire et à la culture LGBTQ.